# Takobia solangensis
Takobia solangensis is een haft uit de familie Baetidae. De wetenschappelijke naam van de soort is voor het eerst geldig gepubliceerd in 1971 door Dubey.
De soort komt voor in het Oriëntaals gebied.